# Krátká Ves
Krátká Ves település Csehországban, a Havlíčkův Brod-i járásban. Krátká Ves Žižkovo Pole, Stříbrné Hory, Pohled, Havlíčkův Brod és Česká Bělá településekkel határos. Lakosainak száma 130 fő (2024. január 1.).

## Népesség
A település lakosságának változását az alábbi diagram mutatja:
| Lakosok száma | 306  | 305  | 283  | 224  | 182  | 144  | 141  | 138  | 131  | 130  |
|               | 1869 | 1890 | 1921 | 1950 | 1980 | 2001 | 2017 | 2019 | 2022 | 2024 |